# Royal Golf Club Mariánské Lázně
De Royal Golf Club Mariánské Lázně (ook: Marienbad Royal Golf Club) is een golfclub in Mariánské Lázně (tot 1945 Mariënbad) in Tsjechië. De baan ligt op een plateau en gemiddeld 787 meter boven de zeespiegel. De par is 72.
De Royal Golf werd in 1904 opgericht en is de oudste golfclub in de republiek Tsjechië, waar nu ruim 70 golfbanen zijn. De baan werd aangelegd door de Schotse golfprofessional Duig en werd in 1905 geopend. In 1903 werd de Karlovy Vary club al opgericht, maar die beschikte pas over een eigen baan in 1932. Mariánské Lázně werd op 21 augustus 1905 geopend door koning Edward VII, die daarna nog regelmatig de club bezocht.  
Tijdens de Tsjecho-Slowaakse periode werd de baan verwaarloosd. Pas in 1989 kwam het beheer weer in handen van de club, waarna de baan en het clubhuis gerenoveerd werden. Er kwam ook een 9 holesbaan bij. 
In 2003 gaf koningin Elizabeth II de club het predicaat Koninklijk en in 2005 werd de club vereerd door een bezoek van haar zoon, prins Edward.
Zoals bij de meeste oude golfbanen zijn de greens klein. Er is een mooie 18-holes parkbaan die omgeven wordt door bossen met naaldbomen en er zijn enkele waterhindernissen. De club is gastheer geweest van veel internationale toernooien zoals de Jacques Leglise Trophy en het Tsjechisch Open.

## Toernooien
Tsjechisch Open
In 1937 won Henry Cotton het Open op deze baan. Nadat de club weer onder eigen beheer was en de Europese PGA Tour in 1972 was opgericht, werd het Tsjechisch Open hier drie keer gespeeld.
| Jaar                       | Winnaar             | Score | Score | Prijzengeld |
| -------------------------- | ------------------- | ----- | ----- | ----------- |
| 1937                       | Henry Cotton        |       |       |             |
| Chemapol Trophy Czech Open |                     |       |       |             |
| 1994                       | Per-Ulrik Johansson | 237   | -11   | £ 504.470   |
| 1995                       | Peter Teravainen    | 268   | -16   | £ 752,248   |
| 1996                       | Jonathan Lomas      | 272   | -12   | £ 755.605   |

Jacques Leglise Trophy
- 2006: Continentaal Europa won met 19½ - 4½ van Groot-Brittannië en Ierland.